# Alfred Osborn Pope Nicholson

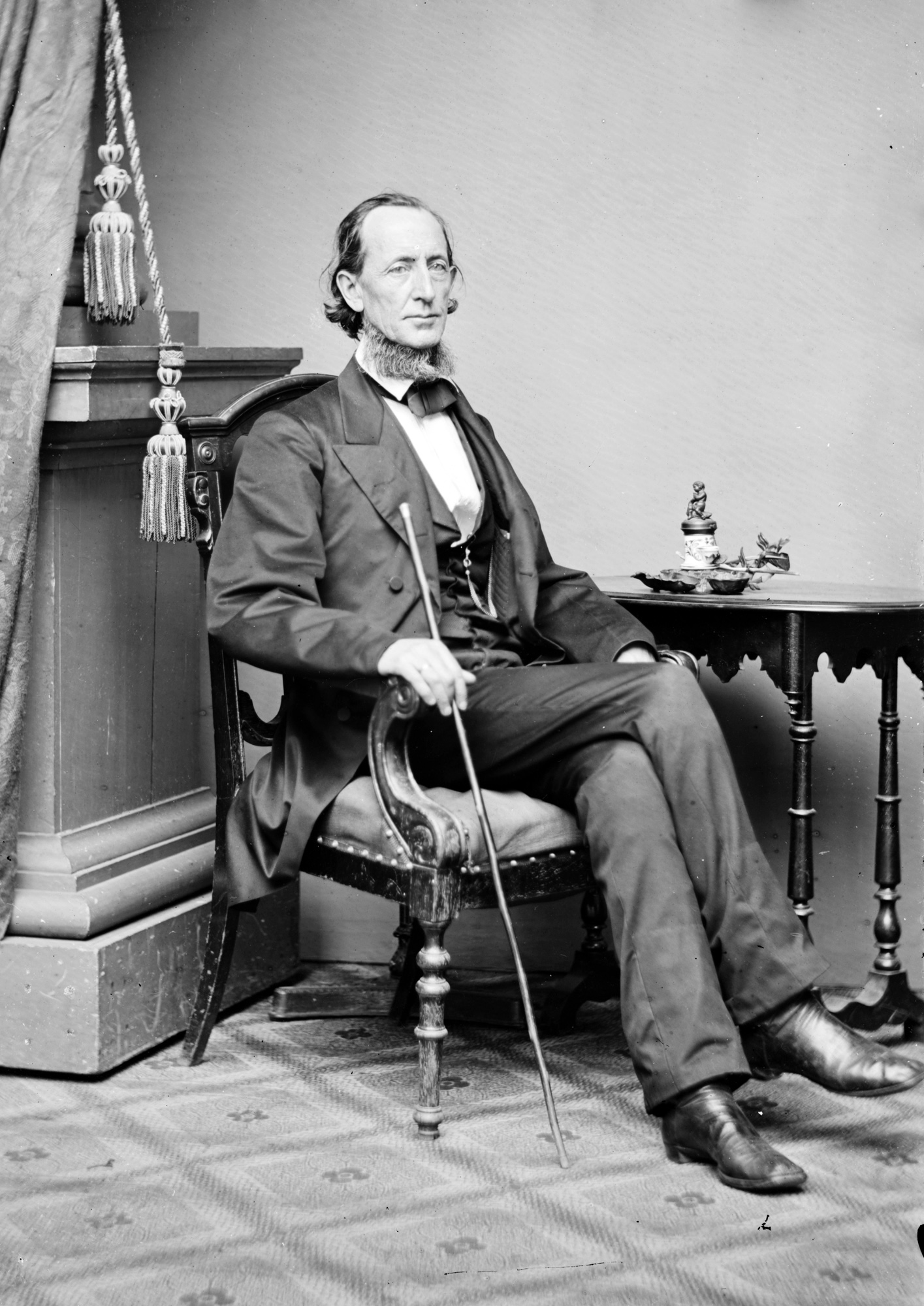
Alfred Osborn Pope Nicholson

Alfred Osborn Pope Nicholson (* 31. August 1808 bei Franklin, Tennessee; † 23. März 1876 in Columbia, Tennessee) war ein US-amerikanischer Politiker der Demokratischen Partei, der seinen Heimatstaat zweimal im US-Senat vertrat.
Nicholson wuchs im Williamson County in Tennessee auf. Er besuchte die University of North Carolina in Chapel Hill, wo er 1827 graduierte. Im Anschluss studierte er die Rechte und wurde 1831 in die Anwaltskammer aufgenommen, woraufhin er eine Praxis in Columbia eröffnete. Überdies arbeitete er von 1832 bis 1835 als Redakteur des in Columbia erscheinenden Western Mercury.
Politisch betätigte er sich ab 1833 als Abgeordneter im Repräsentantenhaus von Tennessee, dem er bis 1839 angehörte. Im Jahr darauf wurde er von der Staatslegislative Tennessees in den US-Senat gewählt; er nahm den Platz des verstorbenen Felix Grundy ein und verblieb dort vom 25. Dezember 1840 bis zum 7. Februar 1842. Er kehrte im Anschluss nach Tennessee zurück, saß von 1843 bis 1845 im Staatssenat und zog nach Nashville um, wo er von 1844 bis 1846 für die Zeitung Nashville Union arbeitete. Zwischen 1846 und 1847 fungierte er als Direktor und Präsident der Bank of Tennessee.
1853 wollte US-Präsident Franklin Pierce ihn in sein Kabinett berufen, doch Nicholson lehnte ab. Er war weiter im Zeitungsgewerbe tätig, war von 1853 bis 1856 Redakteur der Washington Union und trat danach als Drucker in die Dienste des US-Repräsentantenhauses.
Alfred Nicholson wurde 1858 ein weiteres Mal in den US-Senat gewählt. Seine Amtszeit begann am 4. März 1859 und endete vorzeitig am 3. März 1861. Er zog sich im Vorgriff auf die Sezession von Tennessee aus der Union freiwillig aus dem Kongress zurück, die eine Woche darauf dann auch vorgenommen wurde. Später in diesem Jahr wurde er auch offiziell aus dem Senat ausgeschlossen, was für alle Amtsinhaber aus den Südstaaten mit Ausnahme des späteren US-Präsidenten Andrew Johnson galt, der loyal gegenüber der Union war.
Nach dem Sezessionskrieg amtierte Nicholson als oberster Richter am Tennessee Supreme Court. Er verstarb am 23. März 1876 im Amt.